# گریندیل
گریندیل (به انگلیسی: Grindale) یک روستا و محله مدنی در بریتانیا است که در East Riding of Yorkshire واقع شده‌است. گریندیل ۹۸ نفر جمعیت دارد.